# Neil Emblen
Neil Emblen (17 de junio de 1971 en Bromley) es un exfutbolista inglés y actual entrenador.

## Carrera
Su debut oficial fue en el año 1993, defiendo la camiseta del Millwall FC, donde jugó tan solo 12 partidos. En 1994 fue transferido al Wolverhampton, allí se afianzó rápidamente en el primer equipo disputando 89 partidos y convirtiendo 9 tantos. Abandonó el club en 1997 para tener un corto paso por el Crystal Palace, sin embargo, un año después volvería al Wolverhampton para quedarse allí hasta 2001, en este segundo período en el equipo de West Midlands afrontó 114 partidos, con 7 goles convertidos. Pero luego fue transferido al Norwich City donde, a pesar de ser nombrado capitán, su carrera comenzó a decaer, solo hizo 14 apariciones sin goles convertidos. Fue dado a préstamo al Walsall Football Club que luego haría la compra oficial de su pase en 2003. Su carrera resurgió, haciendo 7 goles en 75 partidos. En 2005, New Zealand Knights, en ese entonces, el club neozelandés de la A-League australiana lo contrató, pero el club se disolvió en 2007 dejando a Neil sin un equipo para jugar, finalmente el Waitakere United compró su pase, siendo este el equipo en el que se retiró en 2009 luego de ganar la edición 2009 del New Zealand Championship. Ese mismo año tomó la decisión de continuar su carrera como entrenador. Dirigió al Waitakere United, con el que consiguió el título de la ASB Premiership 2010/11 y 2011/12. Sin embargo, abandonó la actividad futbolística recién en 2012, ya que siguió jugando partidos oficiales para el Waitakere por la O-League. Ese mismo año comenzó a dirigir la selección neozelandesa sub-23 y se agregó al cuerpo técnico de los All Whites como asistente.
En 2014, tras el alejamiento de Ricki Herbert, fue seleccionado de manera interina para dirigir al seleccionado neozelandés en los amistosos que disputase en ese año. Dirigió solamente los encuentros ante Japón y Sudáfrica, con un saldo de un empate y una derrota.

### Clubes como futbolista
| Club                         | País          | Año         |
| ---------------------------- | ------------- | ----------- |
| Millwall Football Club       | Inglaterra    | 1993 - 1994 |
| Wolverhampton Wanderers      | Inglaterra    | 1994 - 1997 |
| Crystal Palace Football Club | Inglaterra    | 1997 - 1998 |
| Wolverhampton Wanderers      | Inglaterra    | 1998 - 2001 |
| Norwich City Football Club   | Inglaterra    | 2001 - 2003 |
| Walsall Football Club        | Inglaterra    | 2003 - 2005 |
| New Zealand Knights          | Nueva Zelanda | 2005 - 2007 |
| Waitakere United             | Nueva Zelanda | 2007 - 2012 |

### Clubes como entrenador
| Club                           | País           | Año         |
| ------------------------------ | -------------- | ----------- |
| Waitakere United               | Nueva Zelanda  | 2010 - 2012 |
| Selección Sub-23               | Nueva Zelanda  | 2012        |
| Selección nacional (Asistente) | Nueva Zelanda  | 2012 - 2013 |
| Selección nacional (Interino)  | Nueva Zelanda  | 2013 - 2014 |
| Colorado Rapids (Asistente)    | Estados Unidos | 2018 - 2019 |
| Selección nacional (Asistente) | Nueva Zelanda  | 2019 - 2022 |

## Palmarés
| Título               | Club             | País          | Año     |
| -------------------- | ---------------- | ------------- | ------- |
| Liga de Campeones    | Waitakere United | Nueva Zelanda | 2007    |
| Campeonato de Fútbol | Waitakere United | Nueva Zelanda | 2007/08 |
| Liga de Campeones    | Waitakere United | Nueva Zelanda | 2007/08 |
| Campeonato de Fútbol | Waitakere United | Nueva Zelanda | 2009/10 |
| ASB Premiership      | Waitakere United | Nueva Zelanda | 2010/11 |
| ASB Premiership      | Waitakere United | Nueva Zelanda | 2011/12 |